# Rolls-Royce Pegasus

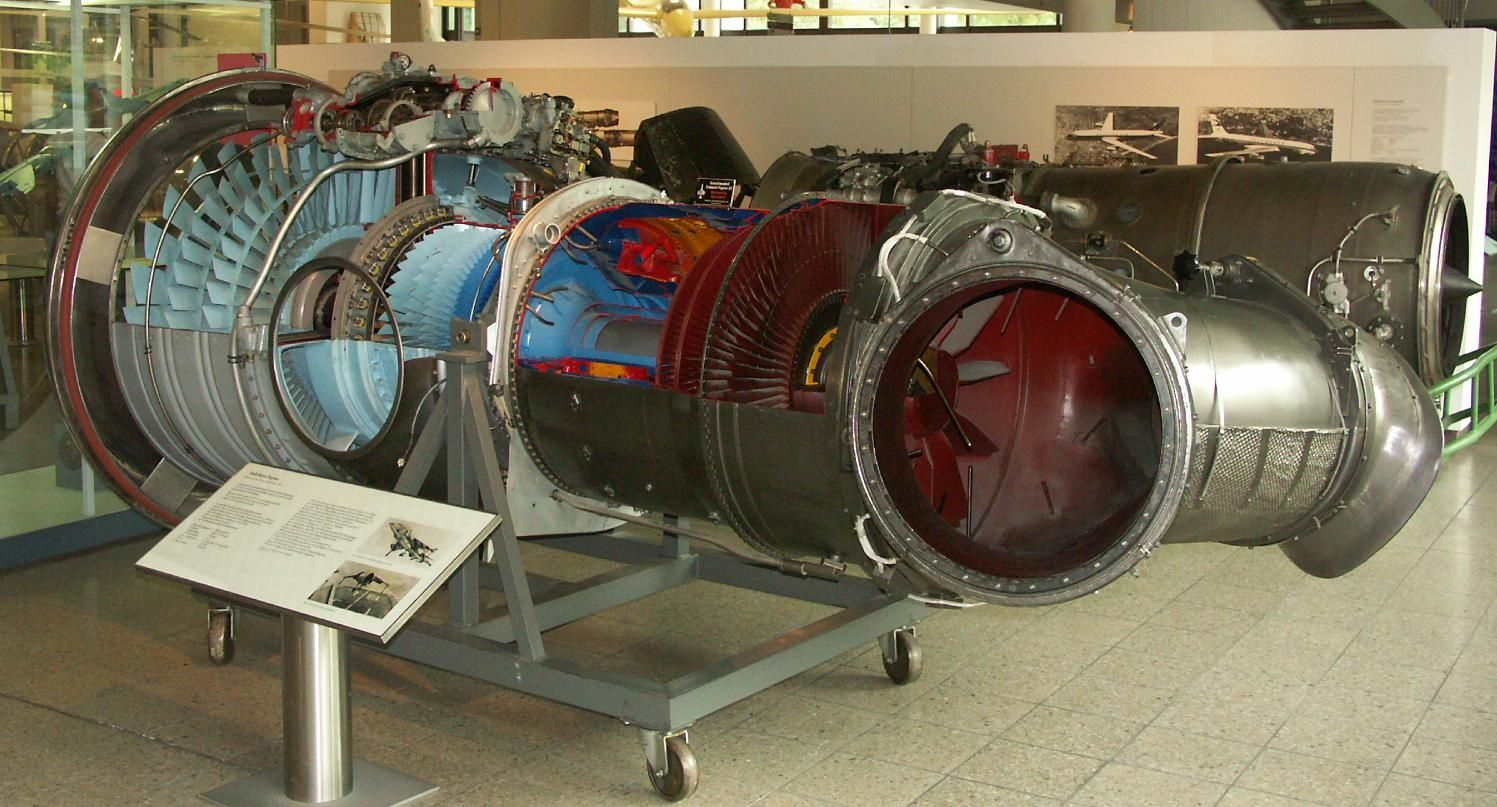
Rolls-Royce Pegasus

Das Rolls-Royce Pegasus (der Name stammt aus der griechischen Mythologie) ist ein Turbofan-Triebwerk, das ursprünglich von Bristol stammt und jetzt von Rolls-Royce PLC hergestellt wird.
Dieser einzigartige Antrieb wird in allen Versionen des Mehrzweck-Kampfflugzeuges Hawker Siddeley Harrier eingesetzt. Rolls-Royce lizenzierte Pratt & Whitney zur Herstellung des Pegasus für die US-Versionen. Die Pratt & Whitney-Version wird F402 genannt, obwohl auch bei diesen „RR“ als Herstellercode angegeben wird. Das Pegasus wurde auch als geplanter Antrieb für eine Reihe von Flugzeug-Projekten wie der deutschen Dornier Do 31 verwendet.

## Aufbau

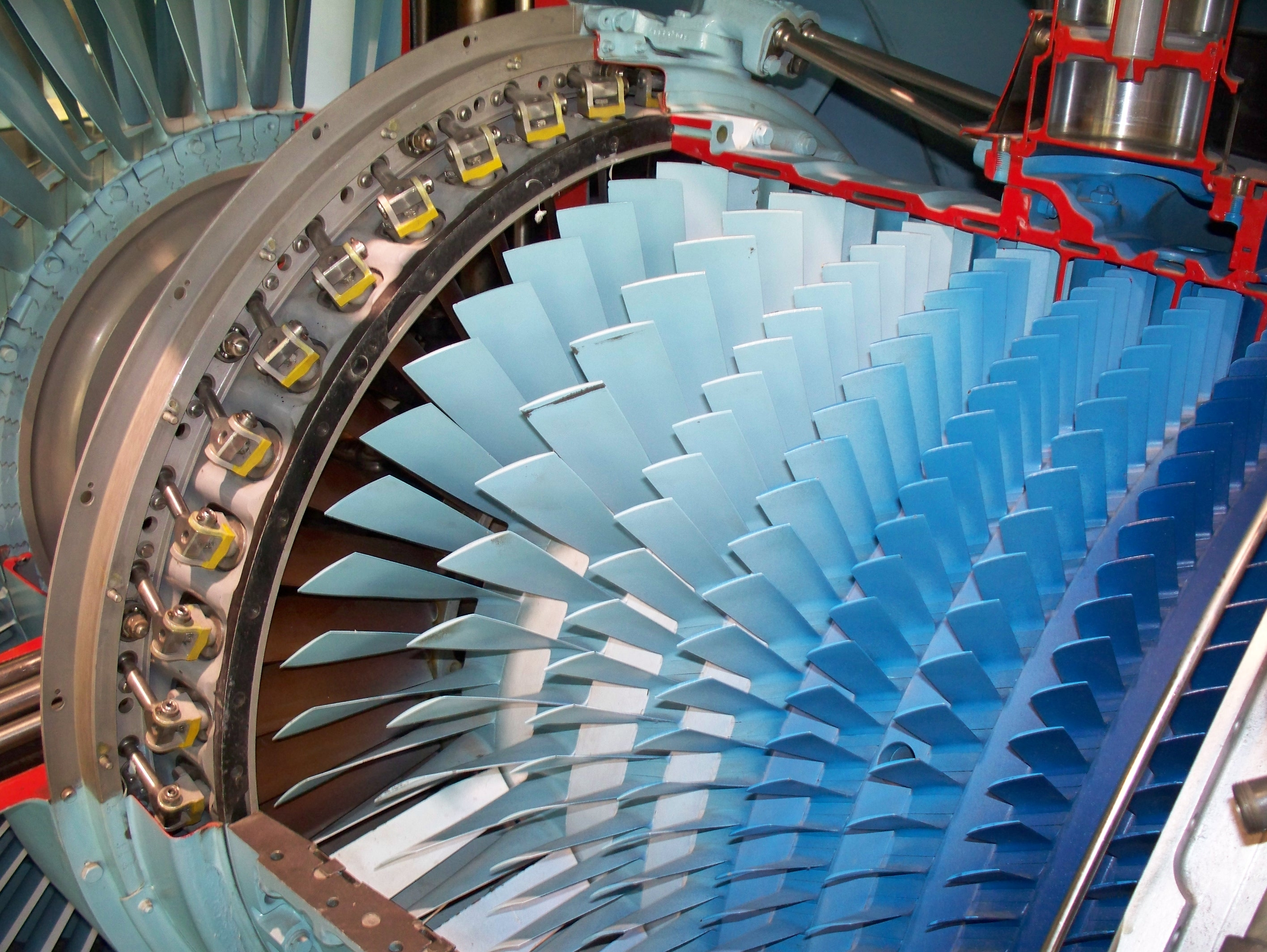
Der achtstufige Hochdruckverdichter

Das Pegasus ist ein Zweiwellen-Turbofan-Triebwerk mit Schubvektorsteuerung. Es besitzt einen dreistufigen Niederdruck- sowie einen achtstufigen Hochdruckverdichter, die durch je zweistufige Niederdruck- bzw. Hochdruck-Turbinen angetrieben werden. Ungewöhnlich an dem Triebwerk ist, dass sich Hochdruck- und Niederdruckwellen in entgegengesetzte Richtungen drehen, um Kreiseleffekte bei niedriger Geschwindigkeit zu vermindern. Der Antrieb besitzt eine einfache Schubvektorsteuerung mit vier schwenkbaren Düsen, die sowohl den Schub für den Auftrieb als auch für den Antrieb nach vorn liefern, so dass ein STOVL-Flug möglich wird. Die beiden vorderen Düsen werden mit Luft aus dem Niederdrucksystem, die hinteren mit heißem (650 °C) Jet-Abgas betrieben. Von entscheidender Bedeutung war die simultane Beweglichkeit aller vier Schwenkdüsen.
Das Pegasus war auch das erste Triebwerk, das einen Fan vor dem eigentlichen Verdichter benutzte, was einige positive Effekte (beispielsweise eine Verringerung der Vereisungsgefahr) brachte.
Bis heute sind mehr als 1.200 Triebwerke dieses Typs mit zusammen fast zwei Millionen Betriebsstunden Laufzeit hergestellt worden. Sie befinden sich in den Harrier der Royal Air Force, Royal Navy, US Marine Corps und der Seestreitkräfte von Indien, Italien, Spanien und Thailand im Einsatz.

## Geschichte
Die Bristol Engine Company begann die Arbeit am BE.53 Pegasus im Jahre 1958. Das Triebwerk wurde in Zusammenarbeit mit dem Prototyp der Hawker Siddeley Harrier (der Hawker P.1127, die ihren Erstflug 1960 hatte) gebaut. Es entstand aus dem Bristol Orpheus unter der Aufsicht von Stanley Hooker. Die Niederdruckeinheit kam aus dem Bristol-Olympus-Antrieb. Produktion und Entwicklung des Pegasus wurde nach dem Aufkauf von Bristol durch Rolls-Royce im Jahre 1966 von dieser Firma fortgesetzt. Ein verwandtes Triebwerksdesign kam beim Bristol Siddeley BS100 zum Einsatz, das für das geplante – jedoch nicht zu Ende entwickelte – VTOL-Überschallkampfflugzeug (Hawker Siddeley P.1154) vorgesehen war.

## Varianten

### Pegasus 2
Auch bekannt als BE53-3, für die P.1127

### Pegasus 5
Auch BS.53-5 (Bristol-Siddely 53-3), für die HS-Kestrel-Flugzeuge.

### Pegasus 10
Für die ersten Harrier, 20.500 lbf Schub, im Einsatz ab 1971.

### Pegasus 11
Das Pegasus 11 wird in der ersten Harrier-Generation, der RAF Hawker Siddeley Harrier GR.3, der USMC AV-8A und später der Royal Navy Sea Harrier eingesetzt. Das Pegasus 11 erzeugt 93,4 kN Schub und kam ab 1974 zum Einsatz.

### Pegasus 11-21/Mk.105/Mk.106/F402-RR-406A
Die 11-21-Version mit 2 kN mehr Schub wurde für die zweite Harrier-Generation, die USMC AV-8B und die RAF-Harrier II entwickelt. Die bei den RAF-Harrier eingesetzten 11-21 Mk.105 erzeugen 96 kN, die Mk.106 für die Sea Harrier FA.2 97 kN Schub.

### Pegasus 11-61/Mk.107/F402-RR-408
Die 11-61-Version ist die neueste und mit 106 kN Schub die leistungsfähigste Version des Pegasus. Dies entspricht bis zu 15 Prozent mehr Schub bei hohen Außentemperaturen, was den neuen Harrier die Rückkehr zu einem Flugzeugträger ohne den Abwurf von nicht genutzten Waffen ermöglicht. Dies bedeutet zusammen mit den reduzierten Wartungskosten stark verringerte Gesamtkosten des Antriebs.
Diese neueste Pegasus-Version wurde in der weiter verbesserten AV-8B-Harrier II+ eingeführt. Diese kombiniert die bewährten Vorteile von Tag- und Nacht-STOVL-Operationen mit einem ebenfalls neuen fortgeschrittenen Radar. Der Ersatz der MK.105- durch Mk.107-Triebwerke erfolgt durch die RAF im Zuge der Modernisierung ihrer Harrier-GR7-Flotte zum Standard GR9. Diese Flugzeuge werden als GR7As und GR9As bezeichnet.